# Ohrdruf
Ohrdruf est une ville allemande, située à l'ouest de l'état fédéral (land) de Thuringe, dans l'arrondissement de Gotha.

## Géographie

Situation d'Ohrdruf dans l'arrondissement de Gotha

Ohrdruf est située au sud-est de l'arrondissement, au nord-est de la forêt de Thuringe, sur le plateau en calcaire coquillier d'Ohrdruf et sur les rives de l'Ohra, affluent de l'Apfelstädt. Sise à 16 km au sud de Gotha, le chef-lieu de l'arrondissement, Ohrdruf est le centre administratif de cette partie de l'arrondissement et administre les communes de Luisenthal, Wölfis, Crawinkel et Gräfenhain.
Communes limitrophes (en commençant par le nord et dans le sens des aiguilles d'une montre) : Schwabhausen, Günthersleben-Wechmar, Drei Gleichen, Wölfis, Crawinkel, Luisenthal, Gräfenhain, Georgenthal, Herrenhof et Hohenkirchen.

## Histoire

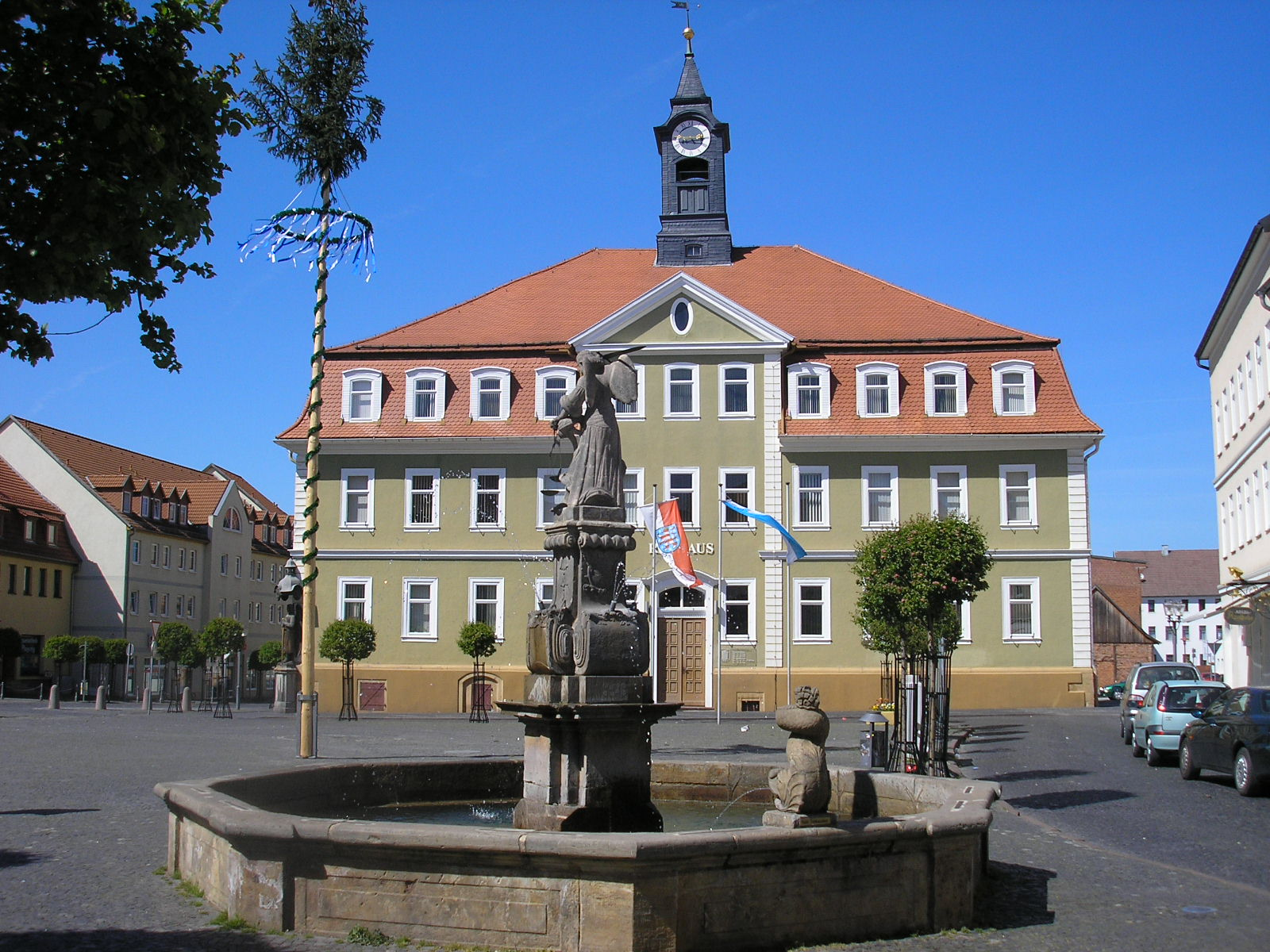
L'hôtel de ville

Le nom d'Ohrdruf est dérivé du nom de la rivière qui la traverse (l'Ohra) et d'une déformation du mot dorf (village).
L'histoire d'Ohrdruf commence en 723 ou 724, lorsque Boniface de Mayence, au début de sa mission évangélisatrice en Thuringe, y fonde un petit monastère dépendant de l'abbaye d'Hersfeld dès 800. Au Xe siècle, Ohrdruf est une des résidences de l'empereur Otton le Grand. Elle est la possession des comtes de Käfenburg-Schwarzburg, puis des comtes de Gleichen en 1342 qui appuient les Wettiner dans leur entreprise de domination de la région.
En 1348, Ohrdruf obtient les droits de ville, et à partir de 1356, elle est gérée par un conseil de citoyens. De 1463 jusqu'à la Réforme protestante, un couvent de carmélites a fonctionné à Ohrdruf.

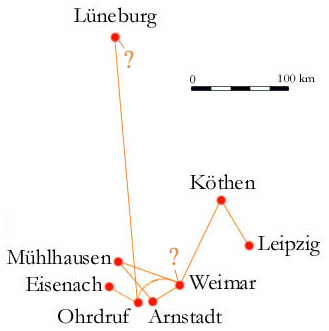
Villes où J.-S. Bach a résidé au cours de sa vie.

Les comtes de Gleichen, quittant leur demeure féodale de Wandersleber, s'installent en 1599 dans leur nouveau château d'Ehrenstein, au cœur d'Ohrdruf. La ville est ceinte de remparts. À cette même époque (en 1564), un lycée (gymnasium) ouvre ses portes, ce qui en fait l'un des plus anciens de Thuringe.
Lorsque la famille de Gleichen s'éteint en 1631, la ville passe dans les domaines des princes de Hohenlohe, qui y installent une chancellerie qui persistera jusqu'en 1848. Ohrdruf est cependant sous la suzeraineté des ducs de Saxe et, à partir de 1657, sous celle des ducs de Saxe-Gotha.
Ohrdruf est célèbre pour avoir été quelque temps la résidence de Jean-Sébastien Bach. Le 28 janvier 1695 Johann Ambrosius Bach, père de Jean-Sébastien, décède, sa veuve doit faire appel au frère aîné pour subvenir aux besoins de la famille. Johann Christoph Bach III est alors organiste à Ohrdruf, il y fait venir Jean-Sébastien et un autre frère. Jean-Sébastien Bach est élève au lycée d'Ohrdruf jusqu'à la terminale. Ayant obtenu son baccalauréat (Abitur), il quitte Ohrdruf pour Lunebourg.
Au cours du XIXe siècle, la ville dont l'économie reposait sur l'agriculture, le commerce du bois et des céréales, les moulins à papier, les forges (fabrication d'outils), s'industrialise. On y installe des usines produisant des matelas, de la porcelaine, des jouets, des boutons, de la maroquinerie et de la verrerie. Ohrdruf est alors le chef-lieu de l'un des trois arrondissements du duché de Gotha, environné par le royaume de Prusse (Erfurt et Schleusingen), la Principauté de Schwarzbourg-Sondershausen (Arnstadt), la Principauté de Schwarzbourg-Rudolstadt (Angelroda), le Grand-duché de Saxe-Weimar-Eisenach (Ilmenau) et l'Électorat de Hesse-Cassel (Schmalkalden), au cœur de cette Allemagne morcelée en principautés minuscules et enchevêtrées. En 1876, une ligne ferroviaire est ouverte à destination de Gotha, elle est prolongée en 1892 jusqu'à Gräfenroda.

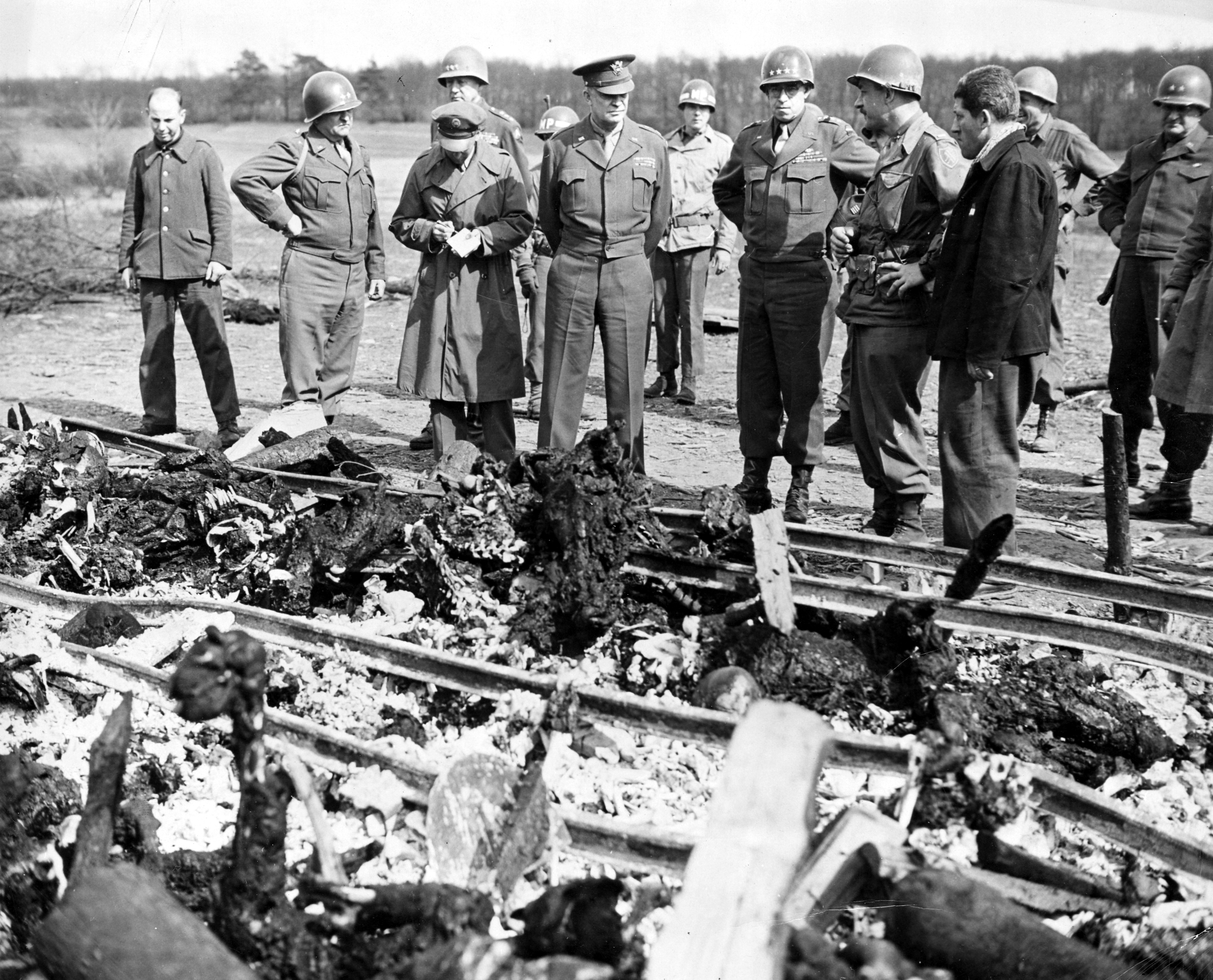
Le général Eisenhower à Ohrdruf.

Après la création de l'Empire allemand, un champ de manœuvre (Truppenübungsplatz) y est créé à cheval sur le territoire d'Ohrdruf, la vallée de Jonas et Bittstädt.
En 1922, après l'abdication du duc Charles-Édouard de Saxe-Cobourg-Gotha, Ohrdruf est intégrée dans le nouveau land de Thuringe et perd son statut de chef-lieu. Son arrondissement est démantelé, la partie ouest et Ohrdruf rejoignant l'arrondissement de Gotha, et la partie est, celui d'Arnstadt.
Pendant la Seconde Guerre mondiale, un camp de concentration, annexe de Buchenwald y fut installé. Ses prisonniers y étaient employés à creuser des tunnels et des abris bétonnés. En mars 1945, il comptait 11 700 personnes. Le Dr. Kurt Diebner a dirigé la section de physique atomique du département de recherche du HWA situé près du camp et certains témoignages laissent à penser que des prisonniers du camp servirent de cobaye aux Recherches atomiques sous le régime nazi. Le 2 avril 1945, une marche de la mort entraîna la mort de centaines de prisonniers avant la libération du camp par les troupes américaines le 4 avril. Le général Eisenhower en fit la visite le 12 avril avec le général Omar Bradley et le général Patton.
Quelques jours plus tôt, le wagon de l'armistice de 1918 avait été détruit par les SS non loin d’Ohrdruf à Crawinkel.
De juillet 1945 à 1991, Ohrdruf a été un camp militaire de l'Armée rouge.

## Démographie
Évolution démographique d'Ohrdruf :
| Année | Habitants |
| ----- | --------- |
| 1830  | 3 588     |
| 1841  | 4 025     |
| 1895  | 6 164     |
| 1900  | 6 295     |
| 1910  | 6 504     |
| 1925  | 7 944     |
| 1933  | 6 963     |

| Année | Habitants |
| ----- | --------- |
| 1939  | 8 730     |
| 1960  | 6 697     |
| 1970  | 6 896     |
| 1995  | 6 088     |
| 2000  | 6 082     |
| 2005  | 6 024     |
| 2010  | 5 745     |

## Politique
Aux élections du 7 mai 2006, Mme Marion Hopf (CDU) a été élue maire au deuxième tour avec 52 % des voix.
À la suite des élections municipales du 7 juin 2009, le Conseil municipal, composé de 20 sièges, est composé comme suit :
| Parti     | Nombre de conseillers | Pourcentage de voix |
| --------- | --------------------- | ------------------- |
| CDU       | 9                     | 42,9 %              |
| WfO       | 4                     | 21,7 %              |
| SPD       | 4                     | 18,5 %              |
| Die Linke | 3                     | 16,9 %              |

## Monuments
- Château Ehrenstein, construit de 1550 à 1590 en style Renaissance, il fut la résidence des comtes de Gleichen, puis, de 1631 à 1870, une résidence secondaire des princes de Hohenlohe. Vendu au duché de Saxe-Cobourg-Gotha, il a ensuite été acquis par la ville en 1924. De 1957 à 1972, il a abrité une école réservée aux enfants des officiers soviétiques. Il héberge aujourd'hui une bibliothèque, un musée, des salles municipales et les archives.
- Église Saint Michel. Existant depuis le VIIIe siècle, sa dernière reconstruction datait du XVIIIe siècle ; elle a été détruite par un bombardement le 6 février 1945, il n'en reste aujourd'hui que le clocher.
- Siechhofkirche, église de style classique construite en 1780.
- Église de la Sainte Trinité, construite entre 1709 et 1714 en style baroque.
- Ancienne forge, musée Tobiashammer qui a fonctionné de 1582 à 1882.
- Ancienne tannerie, musée Alte Gerberei.
- Maison Mühlberg, construite de 1933 à 1935.

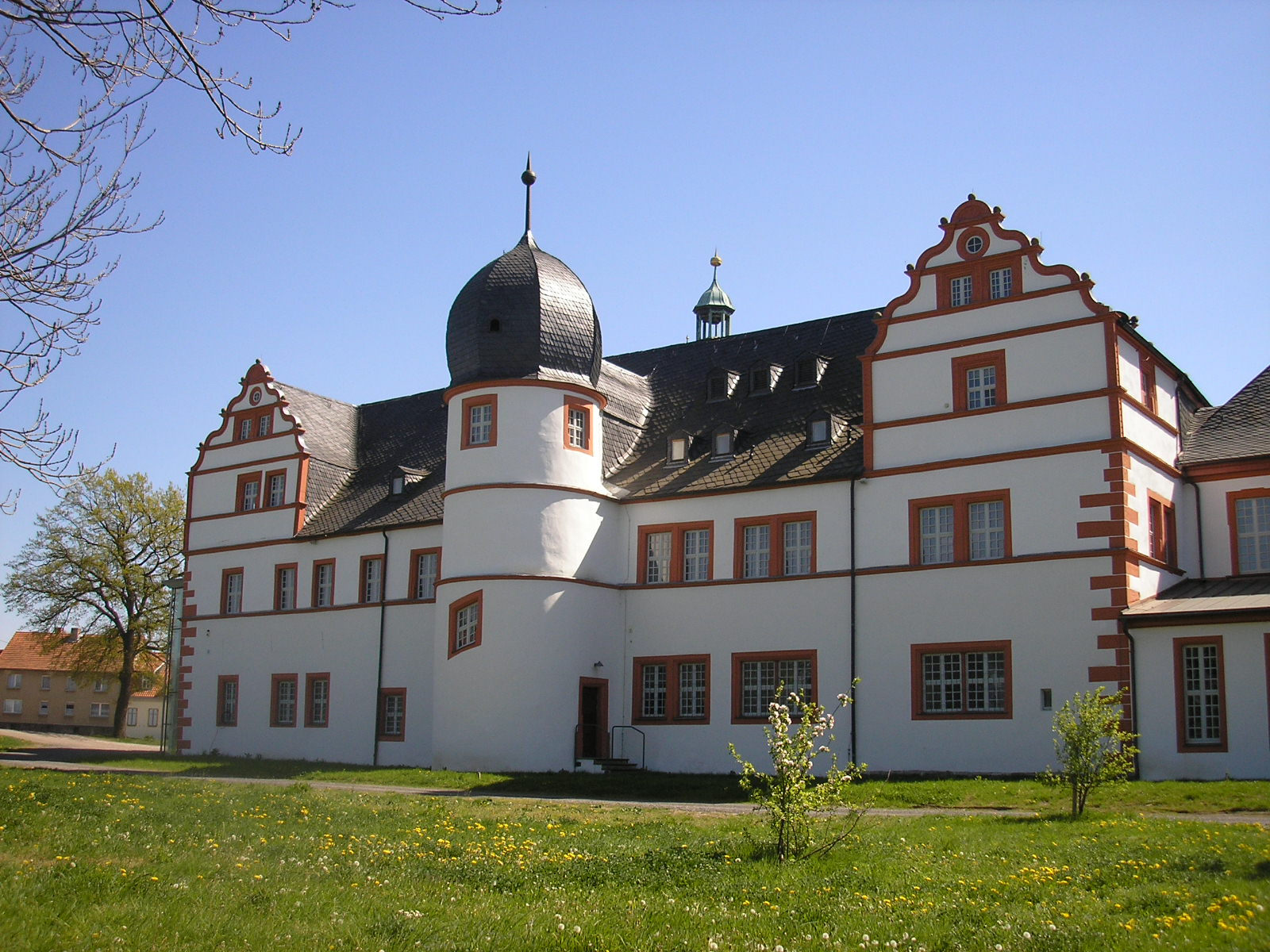
Le château d'Ehrenstein
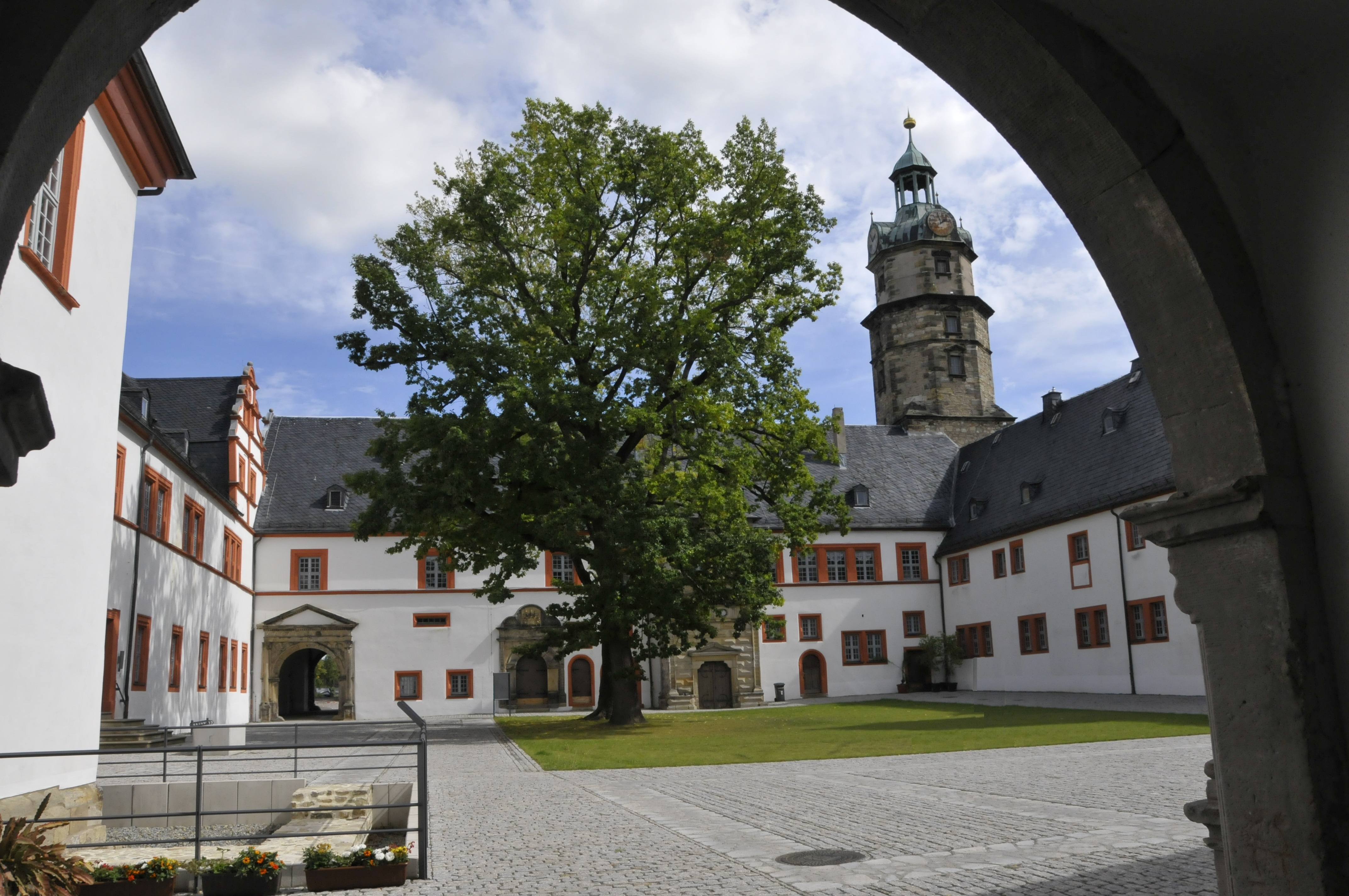
La cour du château
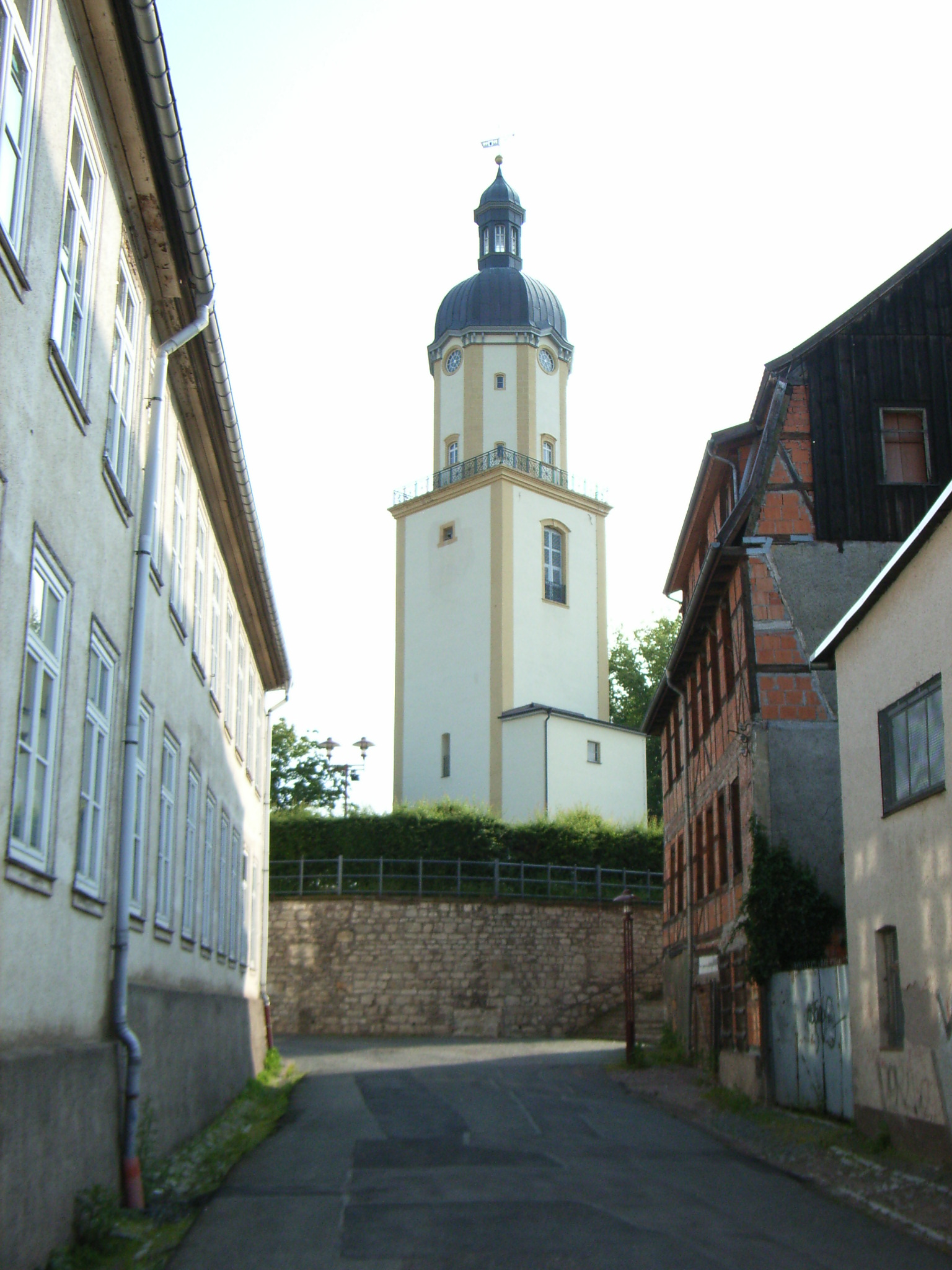
Le clocher de St Michel
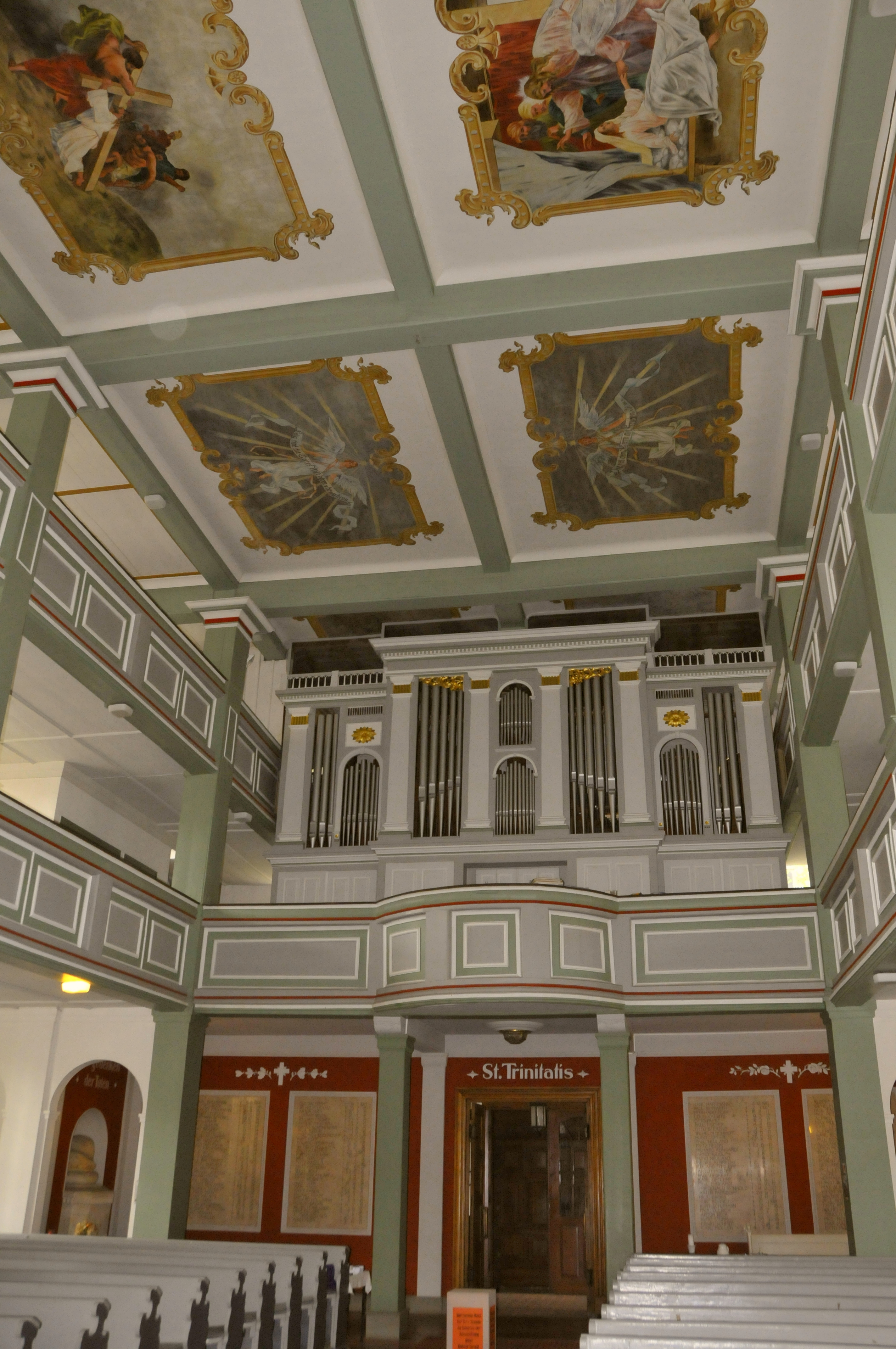
Intérieur de l'église de la Trinité
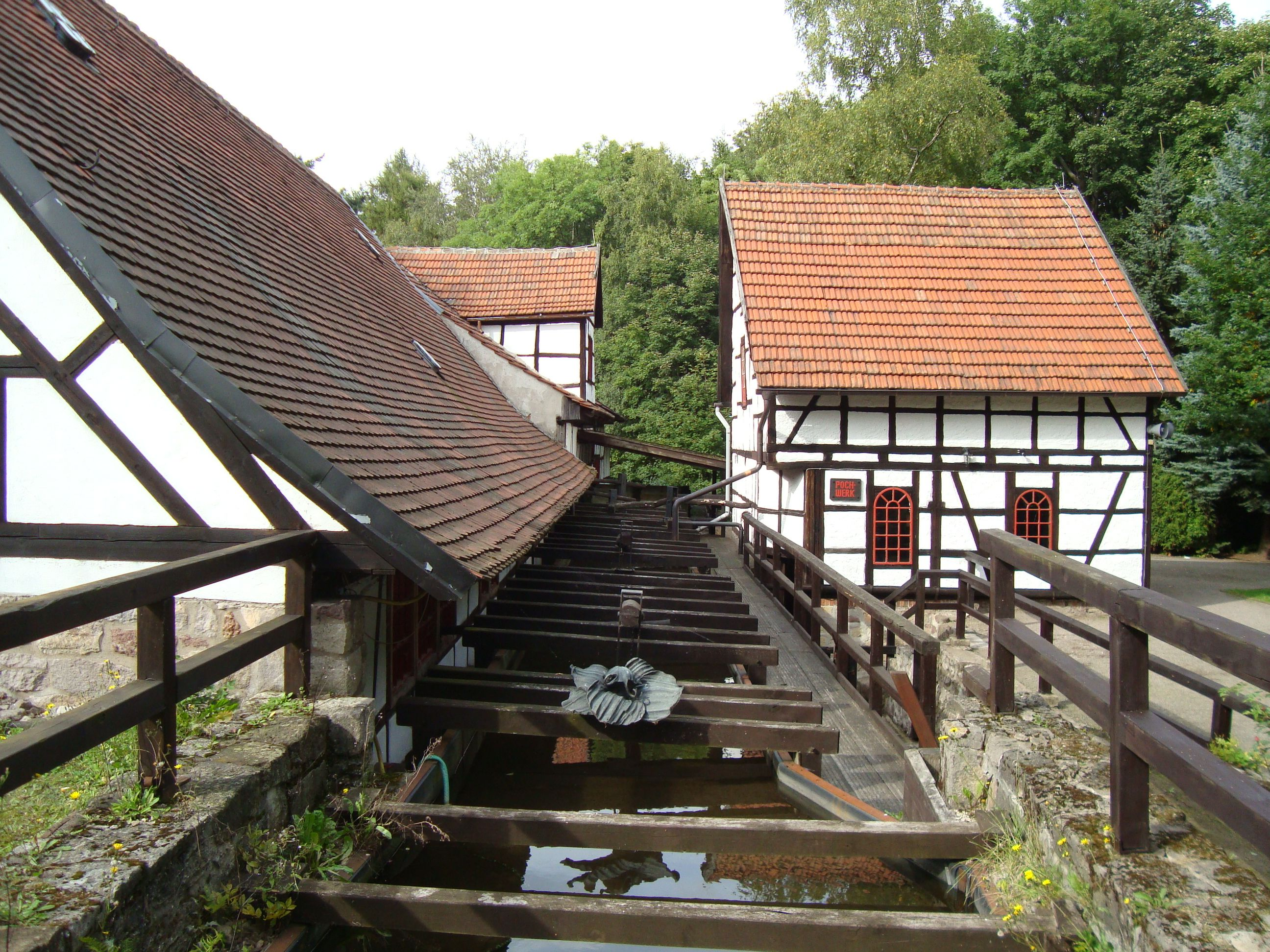
La forge de Tobias
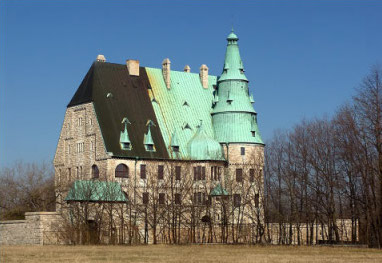
Villa Mühlberg

## Économie
Ohrdruf abrite des usines des groupes suivants :
- Brandt, biscottes ;
- Storck, confiseries (bonbons Werther's Original par exemple) ;
- Hermes Fulfilment, transports et ventes en ligne.

## Communications

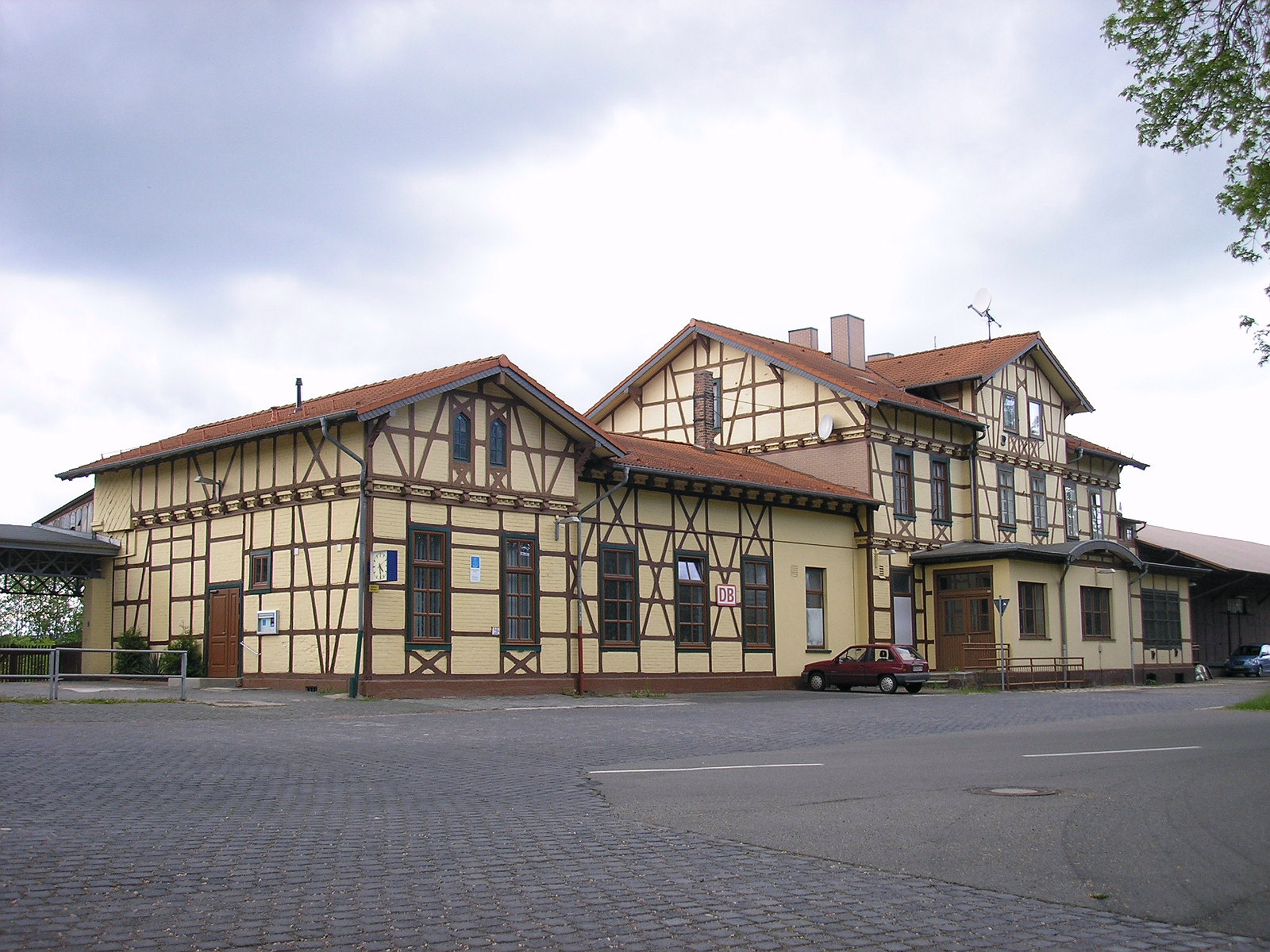
La gare d'Ohrdruf

Ohrdruf est située sur les routes nationales B88 Eisenach-Ohrdruf-Ilmenau et B247 Gotha-Ohrdruf-Zella-Mehlis-Suhl-Schleusingen.
L'autoroute A4 Francfort-sur-le-Main-Dresde se trouve à 11 km au nord et l'A 71 Erfurt-Schweinfurt à 15 km au sud.
Autres routes :
- L2148 vers Wölfis
- L3247 vers Luisenthal et Oberhof

Ohrdruf est desservie par la ligne ferroviaire Gotha-Ohrdruf-Gräfenroda.

## Jumelage
- Wolfhagen (Allemagne), dans l'arrondissement de Cassel en Hesse.

## Personnalités
- Johann Bernhard Bach (1700-1743), compositeur et organiste né à Ohrdruf.
- Friedrich Heinrich Wilhelm Martini (1729-1778), médecin né à Ohrdruf.
- Veronika Fischer (1951-), chanteuse née à Wölfis.